# Alexandru Vlahuță (Vaslui)
Alexandru Vlahuță ist eine Gemeinde im Kreis Vaslui in der Westmoldau in Rumänien.

## Geographische Lage

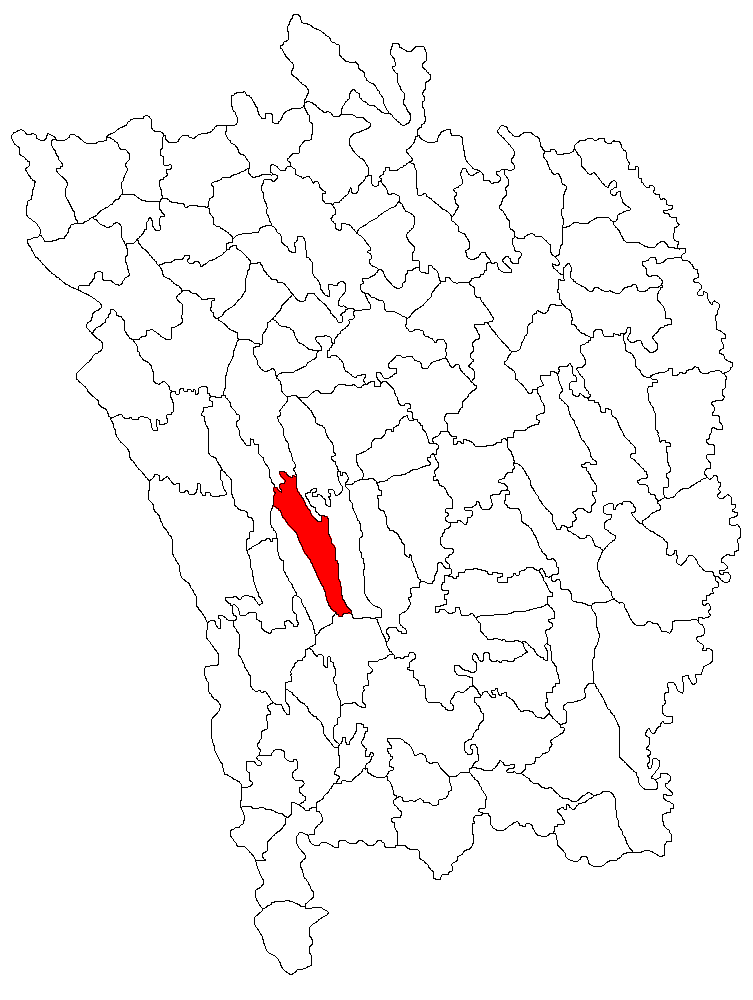
Lage der Gemeinde Alexandru Vlahuță im Kreis Vaslui

Der Ort Alexandru Vlahuță liegt am Bach Simila – ein rechter Zufluss des Bârlad – und der Kreisstraße (drum județean) DJ 245 etwa 25 Kilometer von Bârlad; die Kreishauptstadt Vaslui befindet sich etwa 45 Kilometer nordöstlich von Alexandru Vlahuță entfernt.

## Geschichte

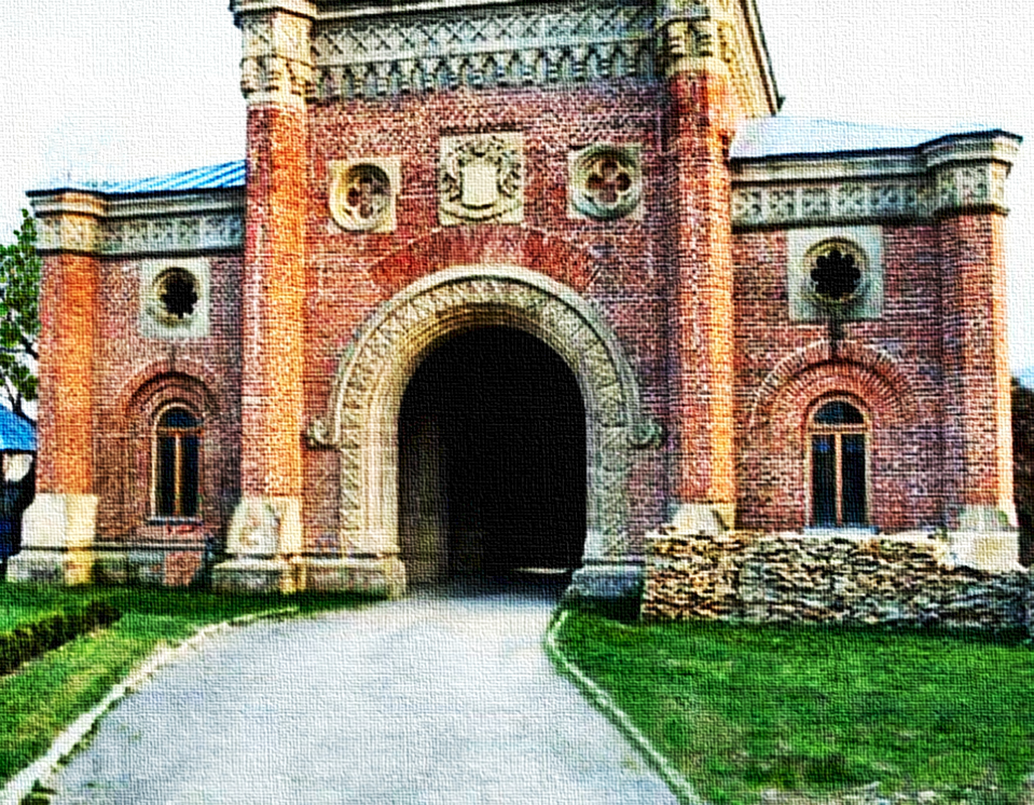
Aufgang zum Kloster in Florești

Die erste urkundliche Erwähnung am 13. Juni 1436 gebührt Bicani dem heutigen Dorf Ghicani. Für Buda und Morăreni liegen Akten von 1468 vor, in denen die große Anzahl an Getreidemühlen festgehalten wird. Von größerer Bedeutung war Florești mit seiner Klosteranlage von 1590, dokumentarisch ist der Ort am 12. Juli 1597 erstmals erfasst.
Der Geburtsort Pleșești des bekannten rumänischen Schriftstellers Alexandru Vlahuță wurde zu dessen hundertjährigen Geburtstag im Jahr 1958 mit dem Ortsteil Pătrașcani zusammengeführt und erhielt den heutigen Namen Alexandru Vlahuță.
2003 wurden die auf der Flur des Ortes befindlichen Dörfer Ibănești, Mânzați und Puțu Olarului herausgelöst und zur Gemeinde Ibănești geformt.
Heute verfügt die Gemeinde über fünf Schulen und zwei Kindergärten. Neben der extensiv betriebenen Landwirtschaft (Ackerbau, Vieh- und Fischzucht) nimmt auch die Anzahl industrieller Betriebe vorwiegend auf agronomischer Basis zu. Auch bemüht sich der Gemeinderat um mehr Tourismusangebote.
Am 19. November finden jährlich die Kulturtage im Rahmen eines großen Festes zu Ehren von Alexandru Vlahuță statt.

## Sehenswürdigkeiten
- Klosteranlage in Florești mit einem Pilgerhaus (mit 10 Betten für Pilger), ein Refektorium mit 40 Sitzplätzen befinden sich nordöstlich der Klosterkirche.[6]
- Das Kloster Nasterea Maicii Domnului in Alexandru Vlahuță wurde auf Initiative des Pfarrers Iustin Pârvu im Jahr 2002 erbaut und im darauffolgenden Jahr der Geburt der Heiligen Jungfrau Maria und dem Heiligen Nikolaus von Myra geweiht. Es wird zurzeit von 17 Mönchen bewohnt.[7]

## Persönlichkeiten
- Alexandru Vlahuță (1858–1919), Schriftsteller, Mitglied der Rumänischen Akademie (Academia Română).